# 둥융
둥융(중국어: 董勇, 병음: Dǒng Yǒng, 한자음: 동용, 1968년 12월 15일 ~ )은 중화인민공화국의 배우이다.
항저우시에서 태어났다.

## 방송
- 렵장
- 북평무전사
- 아적비상규밀
- 대한천자 3

## 영화
- 강철, 이렇게 만들어진다 (2015년)
- 청풍자 (2012년) - 무창 역
- 삼국지: 명장 관우 (2011년)
- 대수사지녀 (2008년)
- 무인 곽원갑 (2006년)